# Galatea (Lichtenstein)
Galatea est une œuvre du sculpteur américain Roy Lichtenstein située à Paris, en France. Créée en 1990, elle est installée dans les jardins des Tuileries. Il s'agit d'une sculpture en bronze.

## Description
L'œuvre prend la forme d'une sculpture abstraite, en bronze peint. Elle représente une femme enceinte symbolisée par ses cheveux, ses seins et son ventre. 

## Localisation
L'œuvre est installée sur la pelouse des jardins des Tuileries.

## Historique
Galatea est une œuvre de Roy Lichtenstein et date de 1996. Achetée par la Fondation Roy Lichtenstein en 2000, elle est installée en 2000 dans les jardins des Tuileries.

## Artiste
Roy Lichtenstein (1923-1997) est un sculpteur américain.